# Brücke (Solingen)
Brücke ist eine Ortslage in der bergischen Großstadt Solingen.  

## Lage und Beschreibung
Der Ort befindet sich im Tal des Nacker Bachs an der Bundesstraße 229, die in diesem Bereich den Namen Aufderhöher Straße trägt. Er liegt auf der Grenze der beiden Solinger Stadtbezirke Ohligs/Aufderhöhe/Merscheid und Burg/Höhscheid. Der Ort lag ursprünglich entlang der Straße an dem Talhang, der nach Aufderhöhe führt. Dort sind noch einige teils verschieferte Fachwerkhäuser erhalten. Heute wird allerdings auch der Bereich der großen Straßenkreuzung mit der Kreisstraße 1, der Leichlinger Straße, sowie der Nöhrenhauser Straße als Brücke bezeichnet. Dort befinden sich auch zwei Bushaltestellen mit Anschlüssen in verschiedene Richtungen, die nach dem Ort benannt sind. Südlich von Brücke mündet zudem der Höhscheider Bach von Osten her in den Nacker Bach. 
Benachbarte Ortslagen sind bzw. waren (von Nord nach West): Delle, Nöhrenkotten, Nöhrenhaus, Schirpenberg, Brachen, Kohlsberg, Gillicher Dahl, Hensberg, Schlagbaum sowie Steinendorf.

## Etymologie
Brangs erklärt die Namensgebung des Ortes damit, dass die Straße von Aufderhöhe nach Höhscheid bei Brücke den Nacker Bach überquerte.

## Geschichte
Brücke wurde erstmals um das Jahr 1800 urkundlich erwähnt. Eine weitere Bezeichnung für den Ort im frühen 19. Jahrhundert lautete Im Loch. Der Ort entstand am zwischen 1752 und 1754 gebauten neuen Rheinweg von Hitdorf über Landwehr nach Solingen, der die Stadt Solingen als Wirtschaftszentrum an die Rheinschiene anband. Der neue Rheinweg wurde im 19. Jahrhundert Teil der Provinzialstraße Elberfeld-Hitdorf und nach dem Zweiten Weltkrieg zur heutigen Bundesstraße 229.:31

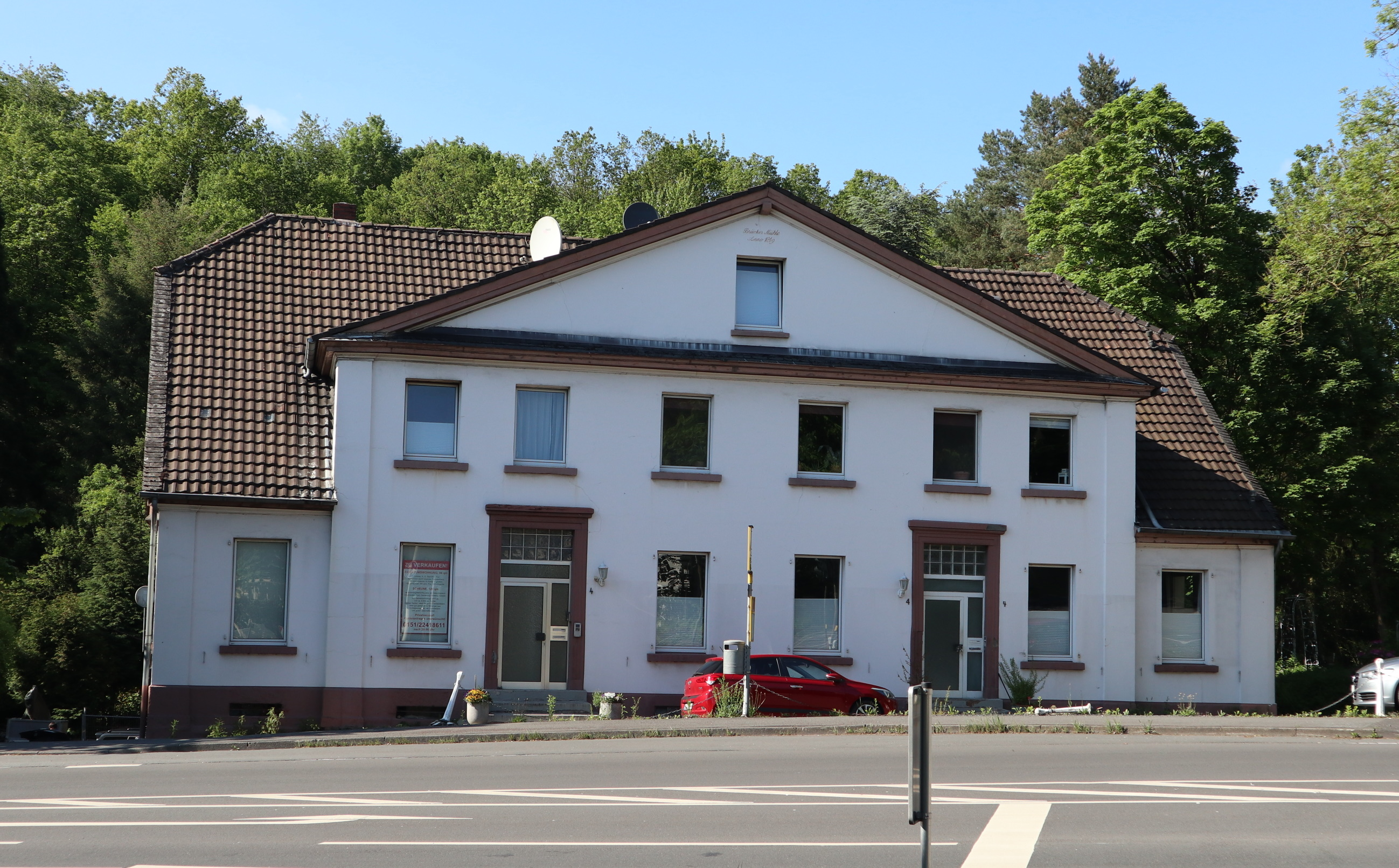
Die ehemalige Brücker Mühle

An der Brücke befanden sich zu Zeiten des einfachen Landverkehrs im 19. Jahrhundert einzelne Fuhrwerksraststätten, in denen die Durchreisenden einkehren konnten, ehe die mühsamen Steigungsstrecken in Richtung Höhscheid, Aufderhöhe oder Katternberg bewältigt werden mussten. Auch zusätzliche Pferde wurden bei Bedarf an der Brücke zur Verfügung gestellt, um die schwierigen Anstiege besser und zügiger bewältigen zu können. Ab 1848 befand sich auch eine Fruchtmühle in Brücke, die sogenannte Brücker Mühle, die hauptsächlich durch den etwas abseits gelegenen Pilghauser Bach mit Wasser versorgt wurde.
Die Topographische Aufnahme der Rheinlande von 1824 verzeichnet den Ort als Brücke benannt. Die Preußische Uraufnahme von 1844 verzeichnet den Ort als Brucke. In der Topographischen Karte des Regierungsbezirks Düsseldorf von 1871 ist der Ort nur unbenannt verzeichnet. Brücke wurde in den Ortsregistern der Anfang des 19. Jahrhunderts gegründeten Mairie bzw. Bürgermeisterei Höhscheid geführt, die 1856 das Stadtrecht erhielt.
Mit der Städtevereinigung zu Groß-Solingen im Jahre 1929 wurde Brücke ein Ortsteil Solingens. Die Brücker Mühle war noch bis um 1975 in Betrieb, ehe sie in ein Wohnhaus umgewandelt wurde, das heutige Gebäude Aufderhöher Straße 4. Bekannt war in Brücke lange Zeit auch das ehemalige Gasthaus Beim Öhm, in dem sich ab 2008 nacheinander verschiedene Motorradclubs niederließen, darunter auch die Hells Angels.

## Nahverkehr
Neben einer für Solingen bedeutsamen Straßenkreuzung bestehen in Brücke auch Busverbindungen in verschiedene Richtungen. Dabei handelt es sich zum einen um die Linie 691 der Stadtwerke Solingen, zum anderen um den VRS-Schnellbus SB25, der Solingen u. a. mit Köln verbindet und der von der Wupsi betrieben wird (bis Januar 2023 als Linie 250 geführt).
| Linie | Linienverlauf |
| ----- | --- |
| 691   | St.-Lukas-Klinik – Ohligs Markt – Hauptbahnhof – Aufderhöhe – Brücke – Höhscheid (– Schule Widdert – Rüden)         |
| SB25  | Köln Hbf – Chempark – Leverkusen-Mitte – Opladen Busbahnhof – Leichlingen – Brücke – Höhscheid – Graf-Wilhelm-Platz |